# Georg Metzler (Bauernführer)
Georg Metzler  (* 15. Jahrhundert oder 16. Jahrhundert; † nach 2. Juni 1525) war ein Anführer des Odenwälder Haufens im Bauernkrieg von 1525. 

## Leben
Peter Haarer, Feldschreiber des Pfalzgrafen bei Rhein, beschrieb den Beginn der Unruhen folgendermaßen: „Insonderheit erhob sich ein Zusammenrotten und Zusammenlaufen aus allen umliegenden Orten – ungestüm und in Haufen, wie die Bienen, die schwärmen – auf Anstiften des Georg Metzler, der ein Wirt in einem mainzischen Flecken war, Ballenberg genannt, auf dem Odenwald gelegen; der hatte seine Tage größtenteils mit Spielen, Prassen und allem leichtfertigen Wesen verbracht... Innerhalb kurzer Zeit kamen die Bauern im Schüpfergrund, am Odenwald gelegen, zuhauf, und es wurde der genannte Jörg Metzler als ihr oberster Hauptmann eingesetzt.“
Georg Metzler betrieb die Wirtschaft „Zum Ochsen“ in Ballenberg. Zusammen mit Wendel Hipler, einem Adligen und ehemaligen Kanzler der Grafen von Hohenlohe, zog er am 1. April 1525 mit aufgebrachten Odenwälder Bauern, dem sogenannten „Evangelischen Heer“, gen Jagst. Diesem Haufen schlossen sich ca. 2.000 Bauern aus dem Rothenburger Lager an. Georg Metzler übernahm zu diesem Zeitpunkt die Führung des Haufens und führte die Bauern am 4. April zum Kloster Schöntal an der Jagst. Hier stieß der von Jäcklein Rohrbach geführte Neckartaler Haufen hinzu und vereinigte sich mit dem Odenwälder Haufen zum hellen Haufen (der Name beruht vermutlich auf der hellen Leinwandkleidung der Bauern). Die Aufständischen, etwa 12.000 Mann stark sowie mit Kanonen und etwa 3.000 Handbüchsen bewaffnet, nahmen die Zwölf Artikel an und unternahmen Streifzüge gegen Klöster und Schlösser. Florian Geyer, ein fränkischer Ritter, schloss sich den Bauern an und führte den schwarzen Haufen (auch schwarze Schar), eine Art Elitetruppe innerhalb der Aufständischen. Er trennte sich jedoch wieder vom Gros des Haufens und unternahm Streifzüge auf eigene Faust.
Der helle Haufen zog unter Führung von Metzler und Rohrbach nach Heilbronn, wo sie am 17. April dank Hilfe aus der Stadt durch die offenen Tore einfallen konnten. Die Stadt stellte sich auf die Seite der Aufständischen, übergab 1.200 Gulden und stellte ein Fähnlein Freiwilliger. Es wurden nur geistliche Besitzungen und das Ordenshaus der Deutschritter geplündert. Hierbei soll Metzler sich einen Sack mit mehr als 1.000 Gulden angeeignet haben. Da Heilbronn zum Zentrum der verschiedenen Haufen gemacht werden sollte („Heilbronner Bauernparlament“), besetzten die Bauern Heilbronn und zogen am 22. April weiter Richtung Odenwald. Jäcklein Rohrbach trennte sich in Heilbronn von dem Haufen.
Am 24. April musste der Ritter Götz von Berlichingen, der zuvor des Öfteren die Fronten gewechselt hatte, in die evangelische Brüderschaft eintreten und das Oberkommando des hellen lichten Haufens (im Gegensatz zum schwarzen Haufen Florian Geyers) übernehmen. Gleichzeitig war er Gefangener der Bauern, die ihn an den Beirat der Hauptleute banden und ohne die er nichts tun konnte. Er zog nun mit Metzler und den Bauern über Buchen nach Amorbach, wo sie vom 30. April bis zum 5. Mai blieben. Im ganzen Umland wurde die Unterstützung der Adligen gewonnen, freilich nur, weil dadurch ihre Schlösser verschont blieben. 
Als schließlich am 15. Mai ein Sturm auf die Würzburger Festung scheiterte, schlug Hipler vor, dass sich die Bauern bei Krautheim sammeln sollten, wo der helle lichte Haufen am 24. Mai auch eintraf. Der Umstand, dass den Bauern zu Ohren kam, dass ihre Dörfer bereits aufgegeben hätten, veranlasste viele von ihnen, nach Hause zu gehen. Am 28. Mai kam der Haufen in Neckarsulm an; seine Zahl hatte sich bis Öhringen schon auf 2000 dezimiert. Metzler und Hipler führten den Haufen zurück nach Krautheim, von wo sie sich, vom bündischen Heer bedrängt, nach Königshofen zurückziehen mussten. Hier unterlag der helle lichte Haufen am 2. Juni der Übermacht des bündischen Heeres. Nach der vernichtenden Schlacht galt Georg Metzler als verschollen.
Er ist auch eine Figur in Goethes Schauspiel Götz von Berlichingen.